# The World We Knew
The World We Knew (traducido: "El mundo que conocíamos"), también conocido como Frank Sinatra, es el quincuagésimo segundo álbum de estudio, lanzado en 1967, del cantante estadounidense Frank Sinatra.
La pista título alcanzó el puesto #30 en las tablas Billboard Hot 100 y el puesto #1 en las tablas Easy Listening  en 1967, mientras que el dueto Frank Sinatra/Nancy Sinatra, "Somethin' Stupid", alcanzó el puesto #1 en ambas tablas.

## Lista de canciones
1. "The World We Knew (Over and Over)" (Bert Kaempfert, Herbert Rehbein, Carl Sigman) – 2:50
2. "Somethin' Stupid" (con Nancy Sinatra) (Carson Parks) – 2:45
3. "This Is My Love" (James Harbert) – 3:37
4. "Born Free" (Don Black, John Barry) – 2:05
5. "Don't Sleep in the Subway" (Tony Hatch, Jackie Trent) – 2:22
6. "This Town" (Lee Hazlewood) – 3:05
7. "This Is My Song" (Charlie Chaplin) – 2:30
8. "You Are There" (Harry Sukman, Paul Francis Webster) – 3:31
9. "Drinking Again" (Johnny Mercer, Doris Tauber) – 3:13
10. "Some Enchanted Evening" (Richard Rodgers, Oscar Hammerstein II) – 2:34

## Personal
- Frank Sinatra - vocalista
- Nancy Sinatra - vocalista (Pista 2)
- Gordon Jenkins - arreglista, conductor
- Billy Strange - coros, guitarra
- H. B. Barnum - piano, productor, arreglista
- Ernie Freeman - piano
- Claus Ogerman - arreglos, orquestación

## Recepción
El crítico de Allmusic, Stephen Thomas Erlewine, le dio al álbum dos estrellas y media, y lo describió como: "Es más una colección de sencillos que un álbum propiamente dicho... mucho de él esta orientada a una producción pop rock, completo con guitarras difusas, reverberación, guitarras folk-acústicas, armónicas lamentables, baterías, órganos, y tablas para bajo y cuerdas que remarcan las canciones en lugar de proporcionar la fuerza impulsora... Sinatra aborda las canciones con una variedad de arreglos más ambiciosos que la mayoría de los álbumes moderados, soft rock orientado a adulto contemporáneo, de finales de la década de 1960". Erlewine describió a "Drinking Again" como "excepcional, matizada" y dice al respecto "está entre las mejores canciones de Sinatra de los 60s".